# Leroy Carr
Leroy Carr (Nashville, 27 marzo 1905 – Indianapolis, 29 aprile 1935) è stato un cantante, compositore e pianista statunitense di genere blues che sviluppò una propria tecnica da crooner.
La sua popolarità ed il suo stile influenzarono artisti come Nat King Cole e Ray Charles. Diventò famoso per How Long, How Long Blues, pezzo "traditional" pubblicato dalla Vocalion Records nel 1928.

## Biografia
Carr nacque nel 1905 a Nashville, ma crebbe ad Indianapolis, dove conobbe il chitarrista jazz Scrapper Blackwell, con il quale avviò una proficua collaborazione. La musica di Carr mostrava delle chiare influenze metropolitane, diversamente dal cantato intenso ed emozionale e dal sottofondo chitarristico (spesso abbinato all'uso del bottleneck) dei bluesmen del Mississippi. Fu quindi uno dei primi bluesmen del nord America.
Il suo primo successo fu How Long, How Long Blues del 1928, nella quale spiccava l'innovazione dovuta al sofisticato accompagnamento del piano e della chitarra e al clima malinconico e triste del pezzo. Il successo di questo pezzo indusse la Vocalion Records a produrre altre registrazioni con Carr. Registrazioni che ebbero un notevole riscontro di vendita, nonostante la grande depressione del 1929 fece subire al mercato discografico un netto calo nelle vendite. Nel 1934 raggiunse il picco di registrazioni, ma nel 1935 avvenne l'improvvisa e misteriosa scomparsa.
Molti storici attribuiscono la sua scomparsa ad una nefrite dovuta all'alcolismo, dipendenza che Carr aveva sviluppato contemporaneamente al suo successo.

## Discografia
- 1928 - Complete Recorded Works, Vols. 1-3 (1928-1932)
- 1929 - Leroy Carr & Scrapper Blackwell (1929-1935)
- 1930 - The Piano Blues 1930-1935
- 1962 - Blues Before Sunrise Portrait
- 1973 - Singin' the Blues, 1934
- 1988 - Naptown Blues (1929-1934)
- 1989 - Leroy Carr & Scrapper Blackwell (1930-1958)
- 1992 - Complete Recorded Works, Vol. 1 (1928-1929)
- 1992 - Complete Recorded Works, Vol. 2 (1929-1930)
- 1992 - The Piano Blues, Vol. 2
- 1994 - Complete Recorded Works, Vol. 3 (1930-1932)
- 1994 - Southbound Blues
- 1995 - Hurry Down Sunshine
- 1996 - Complete Recorded Works, Vol. 4 (1932-34)
- 1996 - Complete Recorded Works, Vol. 5 (1934)
- 1996 - Complete Recorded Works, Vol. 6 (1934-35)
- 1996 - Unissued Test Pressings & Alternate Takes (1934-37)
- 1998 - How Long Blues 1928-1935
- 1999 - American Blues Legend
- 1999 - Sloppy Drunk
- 2001 - P-Vine Presents 21 Blues Giants
- 2003 - The Essential
- 2004 - Prison Bound Blues
- 2004 - The Best of Leroy Carr
- 2004 - Whiskey Is My Habit, Women Is All I Crave: The Best of Leroy Carr